# Gustavo Gutiérrez Ticse
Luis Gustavo Gutiérrez Ticse (El Tambo, 8 de mayo de 1973) es un abogado peruano. Es magistrado del Tribunal Constitucional desde mayo del 2022.

## Biografía
Nació en el distrito de El Tambo, ubicado en la provincia de Huancayo del departamento de Junín, el 8 de mayo de 1973.
Realizó sus estudios primarios en los colegios Domingo Faustino Sarmiento, Antonio Labato, Mariscal Castilla y José Antonio Cabello. Los secundarios los hizo en el Colegio Americano, Colegio Ciencias y en Colegio Ciro Alegría.
Es abogado por la Universidad de San Martín de Porres. También ostenta el grado de Magíster con mención en Derecho Constitucional por la Pontificia Universidad Católica del Perú. Tiene estudios para el Doctorado en la Universidad de Buenos Aires y ha llevado cursos de posgrado en la Universidad Carlos III de Madrid.
También ejerce labor académica en Derecho Constitucional en la Universidad de San Martín de Porres, Universidad San Ignacio de Loyola y de la Universidad Privada Antenor Orrego.

## Carrera política
Se inició en la política como miembro del partido Frente Independiente Moralizador en enero del 2005 y su primera participación electoral fue en las elecciones parlamentarias del 2006 como candidato al Congreso de la República en representación de su natal Junín. Sin embargo, no resultó elegido y luego, en agosto del 2007, renunció al partido tras perder su inscripción electoral.
Luego, intentó ser consejero regional de Huancayo en 2010 sin éxito y de igual manera en su segunda candidatura al Congreso por Perú Posible en 2016.

### Magistrado del Tribunal Constitucional
En mayo del 2022, Gutiérrez se presentó como candidato al Tribunal Constitucional en la comisión especial del Congreso presidida por José María Balcázar quedando en segundo lugar en el cuadro de méritos. Luego, resultó elegido como magistrado en reemplazo de Eloy Espinosa-Saldaña con un alto consenso del parlamento: 97 votos a favor, 23 en contra y 5 abstenciones. Su elección generó controversia debido a que Gutiérrez tiene lazos con el partido Renovación Popular de Rafael López Aliaga y por sus cuestionados comentarios en su cuenta de Twitter.